# Collège des jésuites d'Ivano-Frankivsk
Le  collèges des Jésuites , en ukrainien Колегія єзуїтів (Івано-Франківськ), est une école d'Ukraine situé à Ivano-Frankivsk. Il se situe au 21 de la place Cheptytskoho.

## Activités
Anciens élèves : 
- Franciszek Karpiński.
- Stanislas Pototski, starost.
- Joseph Pototski.

## Histoire
Créé en 1730 en briques, il fut ouvert en 1744.